# 철마초등학교
철마초등학교는 대한민국 부산광역시 기장군 철마면 와여리에 있는 공립 초등학교이다.

## 학교 연혁
- 1924년 3월 31일 철마사설강습소 개설
- 1927년 3월 1일 철마공립보통학교(4년제) 설립인가
- 1934년 5월 4일 6년제 인가
- 1938년 4월 1일 교명 변경[1] (철마공립심상소학교)
- 1941년 4월 1일 교명 변경[2] (철마공립국민학교)
- 1985년 3월 1일 병설유치원 개원
- 1995년 3월 1일 부산광역시교육청으로 편입[3]
- 1996년 3월 1일 교명 변경[4] (철마초등학교)
- 2015년 11월 4일 예문 오케스트라 축제 참가(부산학생예술문화회관)
- 2016년 11월 3일 초등꿈나무 음악회참가(부산학생예술문화회관)
- 2016년 11월 30일 기장 빛.물.꿈 축제한마당 참가(스윙밴드)
- 2017년 2월 6일 보건실, 과학실 현대화 공사
- 2017년 3월 2일 등,하교 버스 운행
- 2017년 10월 30일 교문 앞 횡단보도 옐로우카펫 설치
- 2017년 11월 7일 꿈나무음악회 발표(오케스트라, 학생예술문화회관)
- 2017년 11월 28일 빛물꿈축제한마당[5][6] 참가(스윙밴드, 방곡초)
- 2018년 3월 2일 학습준비물실 설치
- 2018년 5월 1일 철마가족한마당잔치(운동회) 개최
- 2018년 10월 17일 꿈나무음악회
- 2018년 11월 16일 솔향문화축제
- 2019년 2월 21일 제92회 졸업식(19명, 총 3976명)
- 2019년 3월 1일 6학급 편성
- 2019년 9월 1일 제36대 임두희 교장 취임
- 2020년 2월 21일 제93회 졸업식(14명, 총 3990명)
- 2020년 3월 1일 6학급 편성

## 참고 자료
- 철마초등학교 - 한국교육학술정보원 학교알리미